# 平野浩一郎
平野 浩一郎（ひらの こういちろう、1967年9月28日 - ）は、日本の実業家。千葉金属代表取締役社長。

## 人物・経歴
1967年9月28日生まれ。東京都出身。
1993年3月、立教大学経済学部卒業。同年4月、伊藤園に入社。
2019年、千葉金属株式会社に入社し、同年営業第二部長。2020年、代表取締役専務。
2024年7月1日、同社代表取締役社長に就任。